# Гефест (футбольный клуб)
«Гефест» (каз. «Гефест» футбол клубы) — казахстанский футбольный клуб из города Сарань. Основан в 2008 году в Караганде, которую и представлял до сезона-2010, но затем выступал на стадионе «Сункар» (Сарань).

## История
Клуб создан в 2008 году в городе Караганда. В 2010 году клуб переехал в город Сарань.
В 2011 году «Гефест» со скандалом покинул Первую лигу Казахстана по причине забастовки игроков в конце сезона. После этого инцидента ФФК приняла решение исключить команду из Первой лиги без права участия в следующем сезоне. В конце 2012 года функционеры клуба изъявили желание участвовать в Первой лиге 2013 года.
В середине сезона 2014 года «Гефест» был исключён из состава Первой лиги Казахстана после его отказа от участия. В следующем году клуб выступал во Второй лиге и занял 2-е место.

## Статистика
| Год  | Лига        | Место | И  | В  | Н | П  | Мячи  | Кубок | Бомбардир             |
| ---- | ----------- | ----- | -- | -- | - | -- | ----- | ----- | --------------------- |
| 2009 | Первая лига | 9     | 26 | 8  | 5 | 13 | 26-34 | 1/16  | Айдос Таттыбаев — 5   |
| 2010 | Первая лига | 13    | 34 | 12 | 2 | 20 | 52-83 | 1/8   | Илья Зеленцов — 7     |
| 2011 | Первая лига | 16    | 32 | 6  | 3 | 23 | 31-39 | 1/8   | Бахтияр Жушнов — 4    |
| 2013 | Первая лига | 11    | 34 | 12 | 8 | 14 | 34-36 | 1/16  | Евгений Антоненко — 8 |
| 2014 | Первая лига | 15    | 28 | 6  | 3 | 19 | 16-56 | 1/8   | Айдос Таттыбаев — 5   |
| 2015 | Вторая лига | 2     | 5  | 3  | 1 | 1  | 23-7  | —     |                       |